# Aequorea forskalea
Aequorea forskalea är en nässeldjursart som först beskrevs av Forskål 1775. Aequorea forskalea ingår i släktet Aequorea, och familjen Aequoreidae. Det är osäkert om arten förekommer i Sverige. Inga underarter finns listade i Catalogue of Life.

## Bildgalleri

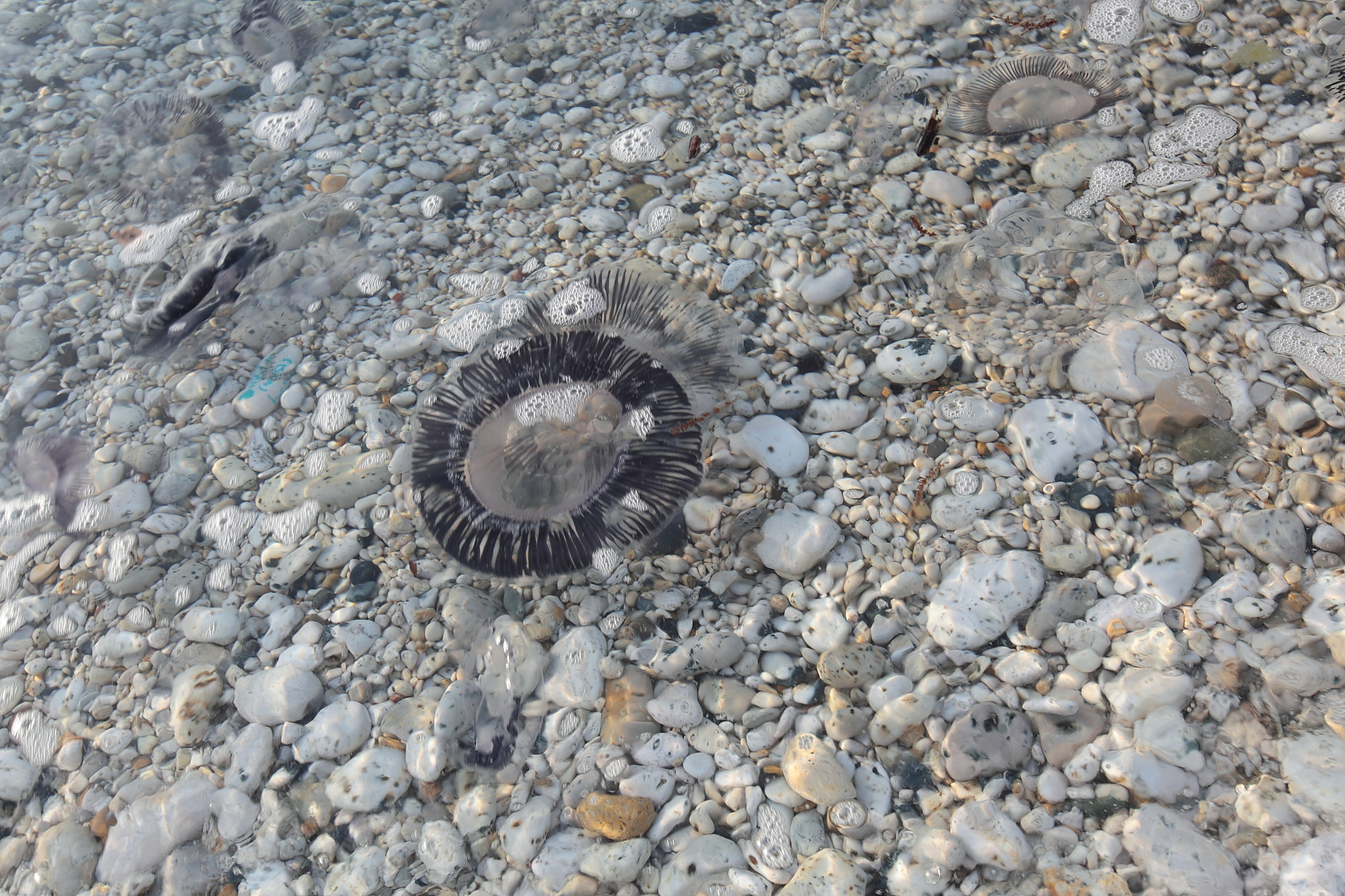